# François Alexandre Ragon-Gillet
François Alexandre Ragon-Desfrins, dit Ragon-Gillet est un homme politique français né le 31 juillet 1765 à Villiers-Saint-Benoît et décédé le 23 juin 1814 à Paris.
Avocat en 1789, il est administrateur du district de Joigny sous la Révolution, puis sous-préfet de Joigny sous le Consulat. Il est député de l'Yonne de 1805 à 1814.

## Sources
- « François Alexandre Ragon-Gillet », dans Adolphe Robert et Gaston Cougny, Dictionnaire des parlementaires français, Edgar Bourloton, 1889-1891 [détail de l’édition]